# 시뇨르 돈·팡
시뇨르 돈·팡은 다카라즈카 가극단의 뮤지컬작품이다. 츠키구미공연
형식명은 「New Musical」. 18장。
작・연출은우에다 쿄코. 병연작품은『꽃의 다카라즈카 풍토기』 -봄의 춤-.